# Alue Kuyun
Alue Kuyun is een bestuurslaag in het regentschap Nagan Raya van de provincie Atjeh, Indonesië. Alue Kuyun telt 280 inwoners (volkstelling 2010).